# Breves
Breves este un oraș în Pará (PA), Brazilia.